# Newington (del av en befolkad plats)
Newington är en del av en befolkad plats i Australien. Den ligger i kommunen Ballarat North och delstaten Victoria, omkring 100 kilometer väster om delstatshuvudstaden Melbourne. Antalet invånare är 1 888. Den ligger vid sjön Lake Wendouree.
Runt Newington är det ganska tätbefolkat, med 192 invånare per kvadratkilometer.. Närmaste större samhälle är Ballarat, nära Newington. 
Trakten runt Newington består till största delen av jordbruksmark. Genomsnittlig årsnederbörd är 764 millimeter. Den regnigaste månaden är juni, med i genomsnitt 94 mm nederbörd, och den torraste är januari, med 26 mm nederbörd.